# Shamseddin Seyed Abbasi
Shamseddin Seyed Abbasi (persisch شمس الدین سید عباسی, * 4. Februar 1943 in Schemschak; † 2003) war ein iranischer Freistilringer. Er war Teilnehmer an den Olympischen Sommerspielen 1968 in Mexiko-Stadt und 1972 in München.
Bei den Olympischen Sommerspielen 1968 in Mexiko-Stadt gewann er im "Federgewicht (62 kg)" die Bronzemedaille. Vier Jahre später wurde er bei den Olympischen Sommerspielen 1972, die in München stattfanden, Fünfter und verpasste knapp eine Medaille.
Weitere Erfolge Seyed Abbasis sind der Gewinn der Goldmedaille bei den Ringer-Weltmeisterschaften 1970 in Edmonton, zwei Silbermedaillengewinne bei den Ringer-Weltmeisterschaften der Jahre 1969 in Mar del Plata und 1971 in Sofia, und die Goldmedaille bei den Asienspielen 1970 in Bangkok.